# Stilleven met gemberpot II
Stilleven met gemberpot II is een schilderij van de Nederlandse schilder Piet Mondriaan in het Solomon R. Guggenheim Museum in New York.

## Voorstelling
Het is een geabstraheerde versie van Stilleven met gemberpot I. Op Stilleven met gemberpot II zijn alle details vervangen door geometrische vormen, behalve de gemberpot, die het middelpunt vormt van een uitgebalanceerde compositie. Dit zoeken naar balans is een kenmerk van de latere, volledig abstracte composities van Mondriaan.

## Toeschrijving en datering
Het schilderij is linksonder gesigneerd ‘MONDRİAN.’ Deze signatuur is volgens het Rijksbureau voor Kunsthistorische Documentatie aangebracht voor de verscheping naar Sal Slijper in 1919. Het wordt door de auteurs Robert Welsh en Joop Joosten 1912 gedateerd.

## Herkomst
Het werk werd in 1919 via Mondriaan verworven door de kunstverzamelaar Sal Slijper. Deze liet het na zijn dood in 1971 na aan het Gemeentemuseum Den Haag. Dit museum gaf het in 1976 in blijvend bruikleen af aan het Solomon R. Guggenheim Museum in New York.